# レネ・ノヴォトニー
レネ・ノヴォトニー（チェコ語: René Novotný、1963年6月10日 - ）は、チェコスロバキア出身の男性、チェコスロバキア、チェコのフィギュアスケート選手（ペア）。パートナーは妻のラトカ・コヴァジーコヴァーなど。
1995年世界フィギュアスケート選手権優勝。1992年アルベールビルオリンピックチェコスロバキア代表。1994年リレハンメルオリンピックチェコ代表。

## 経歴
- 1989年ラトカ・コヴァジーコヴァーとペアを組む。
- 1992年世界フィギュアスケート選手権2位、アルベールビルオリンピック4位。シーズン後「ペアの女王」イリーナ・ロドニナに師事する。
- 1995年世界フィギュアスケート選手権に優勝し、プロ転向。
- 1995年7月、パートナーであるラトカ・コヴァジーコヴァーと結婚。

## 主な戦績
- ラトカ・コヴァジーコヴァーと組んで以降。

| 大会/年      | 1989-90 | 1990-91 | 1991-92 | 1992-93 | 1993-94 | 1994-95 |
| ------------ | ------- | ------- | ------- | ------- | ------- | ------- |
| オリンピック |         |         | 4       |         | 6       |         |
| 世界選手権   | 8       | 6       | 2       | 4       | 5       | 1       |
| 欧州選手権   | 6       | 4       | 4       | 4       | 4       | 2       |